# کپیتال متروریل

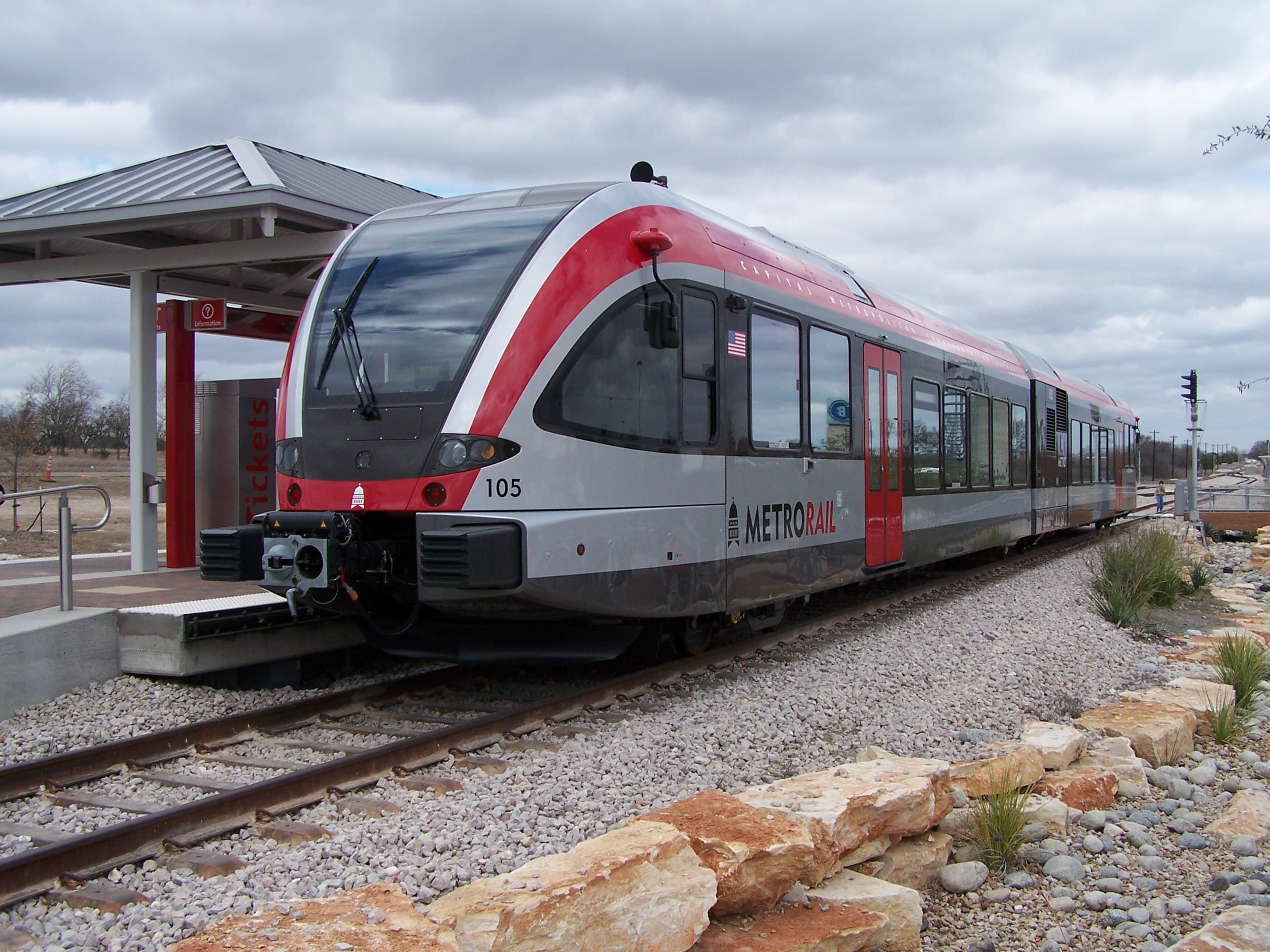
قطار شهری آستین در یک ایستگاه.

کپیتال متروریل (به انگلیسی: Capital MetroRail) قطار شهری شهر آستین، تگزاس است که در سال ۲۰۰۹ میلادی تأسیس گردید.
خط شماره یک این متروی شهری هنوز در حال گسترش است، و در نهایت ۳۲ مایل طول خواهد داشت.
این خط مرکز شهر آستین را به مناطق مجاور پیوند می‌دهد، و ۹ ایستگاه دارد.